# Алек Век
Алек Век (енгл. Alek Wek; Вав, Јужни Судан, 16. април 1977) је јужносудански топ модел и манекенка. Први пут се појавила на модној писти са осамнаест година 1995. и њена каријера траје до данас. Током 1991. године са већим делом своје породице побегла је из тадашњег Судана услед грађанског рата у Уједињено Краљевство, а затим се преселила у Сједињене Државе.

## Живот
Алек је рођена 16. априла 1977. године као седмо од деветоро деце у граду Вав у Динка породици. Мајка јој је домаћица, а отац Атјан Век, службеник у образовању. Њено име у преводи значи „крава са црним пегама“. Грађом подсећа на свога оца, нарочито због веома дугих ногу. Када је почео грађански рат од 1985. године породица Век се селила по целом Судану бежећи у исто време од владиних и побуњеничких снага. Коначно 1991. преселили су се у УК.

## Каријера
Агенција за моделе открила је Алек Век у Лондону 1995. године. Прву медијску пажњу изазвала је појављивањем у видео-споту певачице Тина Тарнер „Златно око“. Након тога отпочиње своју каријеру топ-модела. Године 1996. добила је МТВ награду „Модел године“, а 1997. постала је први тамнопути модел на насловници магазина „Еле“.
Алек Век је урадила неколико реклама и за брендове попут „Москина“, „Викторијас сикрит“ и др, а сарађивала је са креаторима као што су Коко Шанел, Дона Каран и Калвин Клајн. Век је учествовала и у ријалити емисијама „Тајра Бекс шоу“ и „Амерички топ модел“. Такође, бави се и дизајнирањем, па је креирала женске торбе марке Век 1933. Осим манекенства Алек Век се бави и хуманитарним радом. Члан је Америчког комитета за избеглице, затим организације за борбу против ХИВ-а, а осим тога иступа као амбасадор Доктора без граница.

## Галерија
- Алек Век 2007. године
- Алек Век - шминкање
- Харт трут кампања
- Алек Век - шминкање 2